# Kyj jazýčkovitý
Kyj jazýčkovitý (Clavariadelphus ligula) je druh houby z čeledi kyjovité (Clavariadelphaceae).

## Znaky
Plodnice ve své horní části kyjovitě rozšířená, malá, 5–10 cm vysoká, se zaobleným vrcholkem a hladkým, lehce hrbolatým povrchem, ve stáří často s tupým, zarovnaným vrcholkem a vrásčitým povrchem. Nejširší část má v průměru 0,4–1,5 cm, nejužší jen 0,3–0,6 cm. Těsně u země je možno vidět bílý, hyfový povlak. Dle stáří nabývá plodnice bledě žluté, pak žlutohnědé až hnědé s nádechem lososové barvy. Uvnitř je plodnice dutá. Dužnina bělavá, houbovitě pružná, po usušení se drobí. Výtrusný prach je krémový.

## Užití
Pro svou hořkost je druh nejedlý.

## Ekologie
Druh roste nehojně od srpna do listopadu v jehličnatých (zejména smrkových) lesích, na popadaném jehličí, na travnatinách, okrajích cest, kolem kmenů a pařezů, občas je k nalezení i pod buky. Podmínkou pro růst je kyselý substrát. Hojný je zejména v horských oblastech, ale lze jej najít i v nížinách.
Druh má tendenci růst ve velkých skupinách.

## Rozšíření
Druh rozšířen v horských oblastech Severní Ameriky, Evropy a Asie.

## Galerie

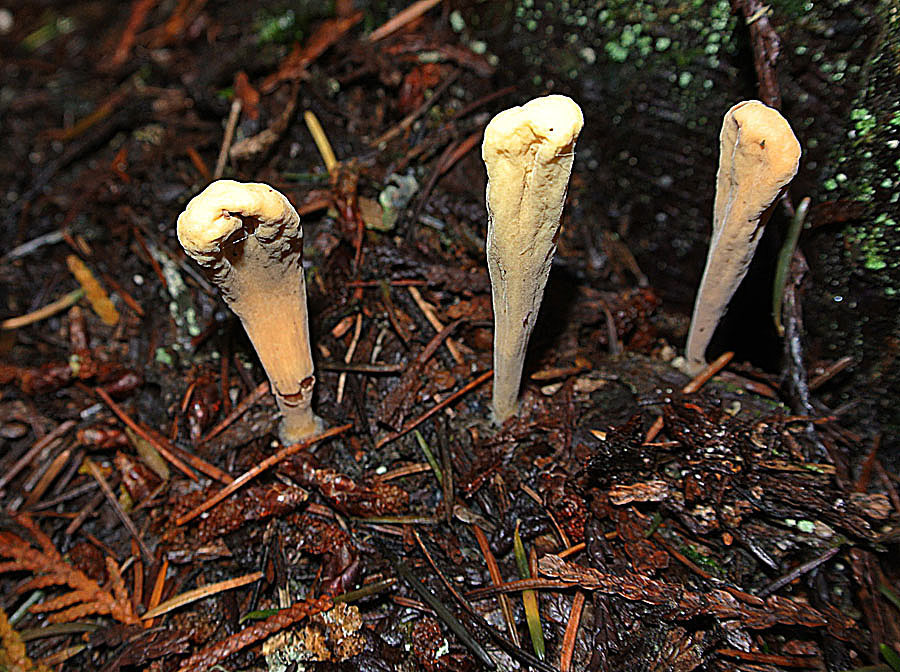
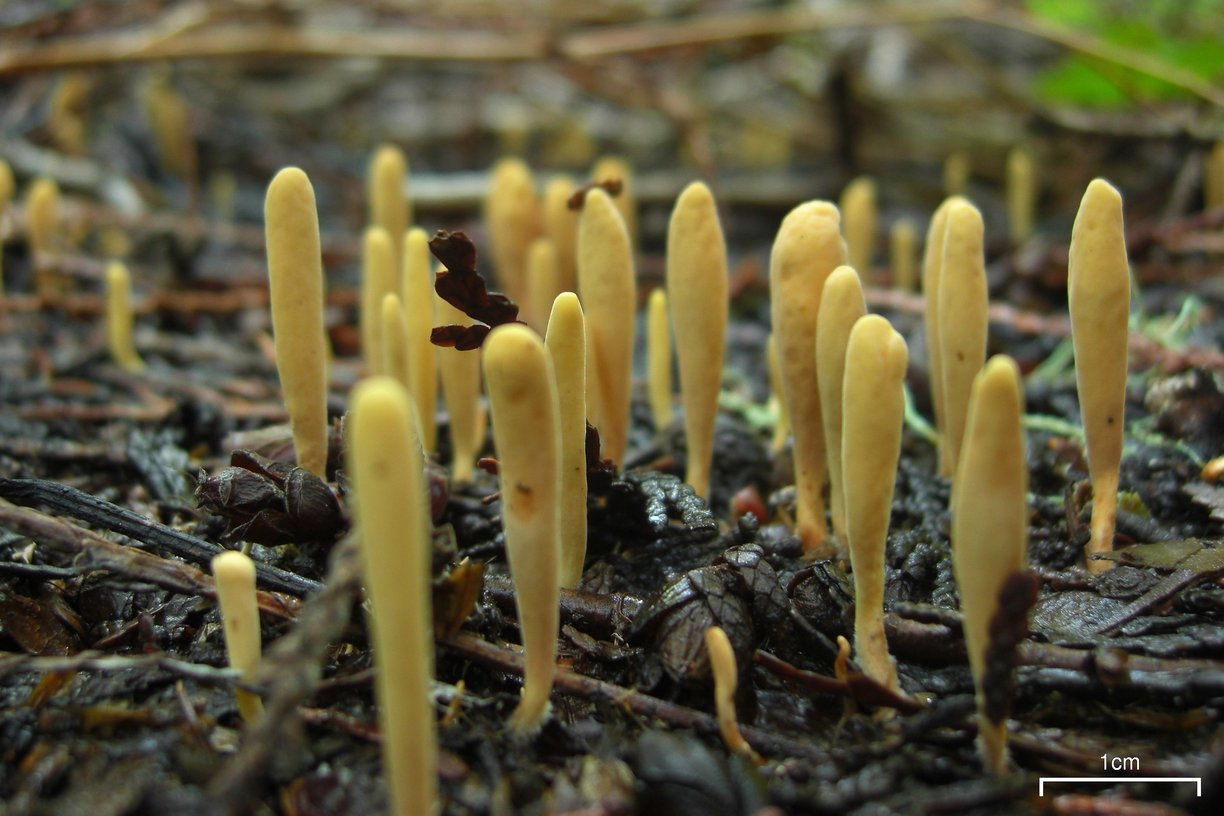
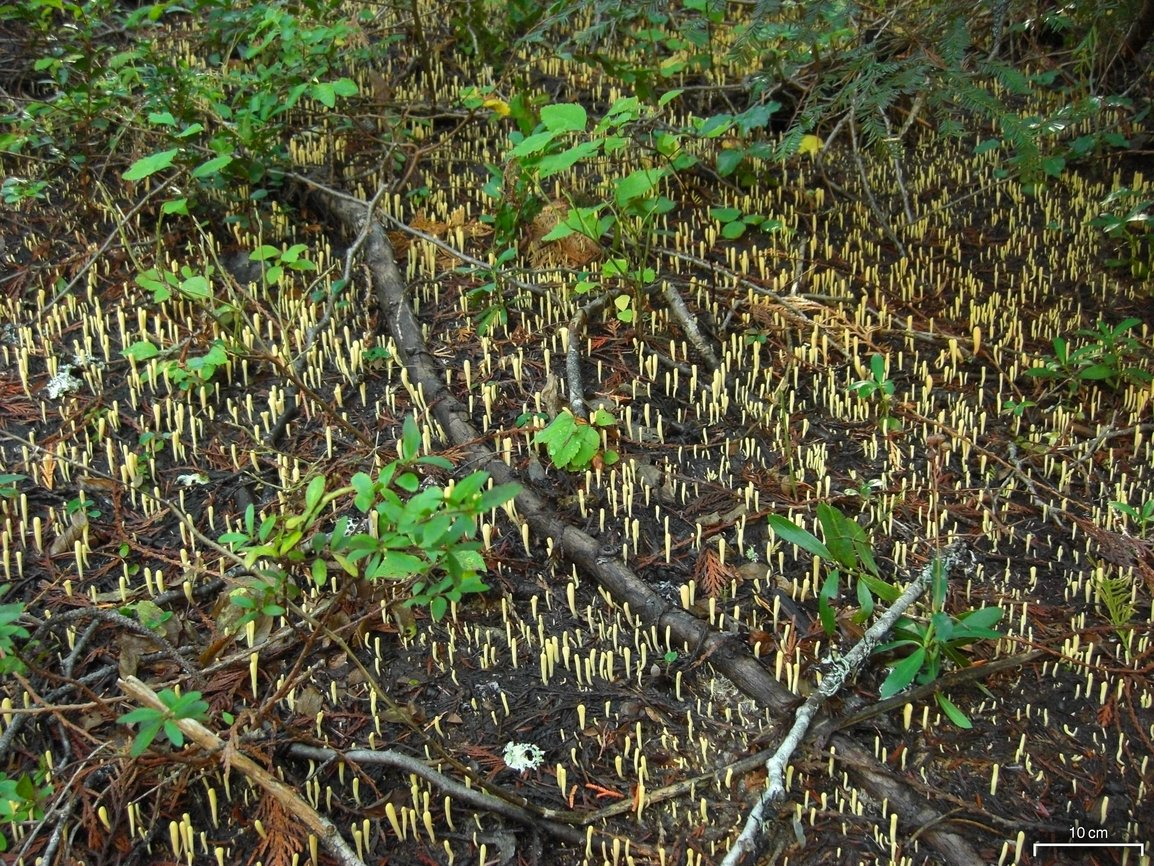

## Možnost záměny
- Kyj Herkulův (Clavariadelphus pistillaris) – liší se růstem v listnatých lesích a většími plodnicemi.
- Kyj uťatý (Clavariadelphus truncatus) – liší se výraznějším, červenohnědým odstínem.
- Kyj rourkovitý (Macrotyphula fistulosa) – liší se štíhlími plodnicemi a výskytem v listnatých lesích.